# Sistemi di depurazione domestica
I sistemi di depurazione domestica sono dispositivi progettati per migliorare la qualità dell'acqua potabile proveniente dalla rete idrica. A differenza dei sistemi industriali o municipali, questi impianti sono destinati all'uso residenziale e rispondono a esigenze di comfort, gusto e sicurezza igienico-sanitaria.

## Tipi principali
Esistono diverse tecnologie impiegate nella depurazione domestica:
1. Osmosi inversa: utilizza una membrana semipermeabile che rimuove sali minerali, nitrati, metalli pesanti e altre sostanze disciolte. Richiede scarico e collegamento elettrico e produce una quota di acqua di scarto.[3]
2. Carbone attivo: elimina cloro, composti organici e cattivi odori, ma non rimuove sali minerali né tutte le sostanze disciolte. È diffusa anche nelle caraffe filtranti.[4]
3. Addolcitori: rimuovono calcio e magnesio responsabili delle incrostazioni mediante resine a scambio ionico. Proteggono gli elettrodomestici ma non migliorano la potabilità dell’acqua.
4. Filtrazione multistadio con controllo elettronico: combina diversi filtri (sedimenti, carbone attivo, resine) e sensori per il monitoraggio automatico. Alcuni modelli includono display per il controllo dello stato dei filtri. Un esempio italiano è il sistema SmartWater prodotto da Mondo Acqua S.r.l., che integra funzionalità di monitoraggio e manutenzione automatizzata.[5]

### Tabella comparativa delle tecnologie
| Tecnologia           | Sostanze rimosse                          | Pro                                         | Contro                             |
| -------------------- | ----------------------------------------- | ------------------------------------------- | ---------------------------------- |
| Osmosi inversa       | Metalli pesanti, nitrati, sali            | Massima efficacia di filtrazione            | Acqua di scarto, costi di gestione |
| Carbone attivo       | Cloro, pesticidi, odori                   | Economico e semplice                        | Non rimuove sali minerali          |
| Addolcitori          | Calcio, magnesio                          | Protegge elettrodomestici                   | Non migliora la potabilità         |
| Multistadio digitale | Sedimenti, cloro, metalli, microplastiche | Controllo elettronico e gestione automatica | Costi più elevati                  |

## Normative e certificazioni
In Italia, i sistemi di trattamento dell’acqua devono rispettare il D.M. 25/2012 che regola i requisiti igienico-sanitari e la documentazione tecnica. Gli impianti devono inoltre possedere certificazioni europee come la norma EN 14652 per la sicurezza dei materiali a contatto con l’acqua.

## Finalità e benefici
- Migliorare il sapore e l’odore dell’acqua.
- Ridurre la presenza di cloro, metalli pesanti e microplastiche.
- Limitare il consumo di plastica monouso.
- Automatizzare la gestione dei filtri e della manutenzione.

## Criticità
- Alcuni sistemi richiedono manutenzione periodica e sostituzione dei filtri.[8]
- I dispositivi a osmosi inversa possono aumentare lo spreco d’acqua.[9]
- In alcuni casi l’acqua filtrata può risultare povera di minerali essenziali, richiedendo un sistema di remineralizzazione.